# Liubice
Liubice, også kendt under det tyske navn Alt-Lübeck ("Gamle Lübeck"), var en middelalderlig vestslavisk bebyggelse nær stedet for moderne Lübeck i Tyskland. Liubice var placeret ved sammenløbet af Schwartau med Trave overfor Teerhof ø, cirka fire kilometer nord for det nuværende Lübeck. Liubice som bolig for den kristne fyrste over obotritterne Henrik blev ødelagt efter hans død af den hedenske Rani af Rugien.

## Historie
Slaviske stammer begyndte at indvandre til Lübeck Bugt i det 7. århundrede, hvor de erstattede bortflyttede germanske stammer. Vagriere og polabere etablerede mange landsbyer og fæstninger, herunder Starigard, Plune, Racisburg, og Liubice, hvis navn betyder "dejlige".
Liubice var tyndt befolket i det 9. og 10. århundrede. I midten af det 11. århundrede begyndte bebyggelsen at udvikle sig. Fra 1055 under styret af Gottschalk, en kristen fyrste over obotriternes forbund, blev den gamle borg ombygget. Gottschalk blev dræbt under en opstand i 1066 og erstattet som obotriterfyrste af den hedenske Kruto. Liubice fæstning blev ændret for anden gang i 1087, nær slutningen af Krutos regeringstid. Fordi fæstningsværket blev placeret på en halvø mellem floderne Schwartau og Trave, blev en tolv meter bred grøft skabt for at adskille Liubice fra fastlandet og derved i det væsentlige skabe en ø-fæstning.
Liubice nåede sit højdepunkt under regeringstid for fyrsten eller "konge over slaverne", den kristne Henrik, som hævnede sin far Gottschalks død ved at dræbe Kruto i 1093. Havnbebyggelsen for Liubice, som lå i grænselandet mellem vagriere, polabere og obotritter, blev valgt som Henriks fyrstebolig. Den relativt lille fæstnings volde havde en diameter på ca. 75 til 100 meter. Slotskirken bygget af Henrik ca. 1100 var det tidligste kendte stenbyggeri i regionen; medlemmer af den fyrstelige familie blev begravet inde i kirken. Det fyrstelige palads lå formentlig nordvest for slottets egne kristne kirke, mens et kornkammer lå øst for kirken. Kvægstalde var placerede mod sydøst lige ved voldene. Slotskomplekset indeholdt også huse til garnisonen og formentlig guldsmedeværksteder eller et møntværksted. Slottet var omgivet af en jordvolde med kontstruktioner af træ med en sydlige port. Sydvest for slottet under beskyttelse af dens vægge var en bebyggelse for håndværkere. Mod nordvest på den anden side af grøften var en fattigere bebyggelse, sandsynligvis for tjenestefolk. Mod sydvest hinsides Trave var en koloni af udenlandske, hovedsagelig saksiske, købmænd, som var tilladt at have deres egen kristne kirke.
Ca. 1100 blev Liubice belejret af flåden for den hedenske Rani, men med hjælp fra sakserne fra Holsten tvang Henrik Rani at hylde ham. Obotriterstaten kollapsede efter Henriks død og afslutningen på Nakonid-dynastiet i 1127. Rani vendte tilbage til Liubice i 1128. Med Knud Lavards død i 1131 blev obotriternes lande delt mellem Niklot, der fik Mecklenburg, og Pribislav, som fik Vagrien og Polabien. Pribislav valgte Liubice som sin bopæl for at hævde sine arvekrav efter Henrik, men han blev reduceret til at være en saksisk vasal i Vagrien efter at være blevet besejret af Henrik af Badewide i slutningen 1130-erne. Liubice- og Oldenburg-regionen blev hærget af en ny kampagne af Rani i 1138, hvor slottets kirke blev ødelagt.
Overdraget Vagrien og Segeberg af hertug Henrik Løve i 1143 grundlagde grev Adolf 2. af Holsten en tyske bebyggelse af et nyt Lübeck fire kilometer fra Liubice på en halvø kaldet Bucu ved sammenløbet af Wakenitz og Trave. De øvrige slaviske indbyggere i regionen holdt deres forsamlinger ved Lübecks Marienkirche indtil det 13. århundrede. Nogle af de ældre slaviske love blev indarbejdet i Lübecks bylove.

## Udgravning
Arkæologiske fund i 1970-erne viste, at Liubice var ældre end hidtil antaget. Det ældste fæstningsværk går tilbage til 819, mens yderligere sektioner af muren dateres til 1055 og 1087. Dendrokronologisk undersøgelser viser to reparationer på volden og aktivitet inde i slottet i 1002 og 1035. Stenkirken, fundet i 1852, blev efterfulgt af en trækirke. Fletnings- og blokkonstruktioner blev fundet spredt inde i ruinerne af slotskomplekset.